# The Beatles (음반)
《The Beatles》는 비틀즈의 아홉 번째 정규 앨범이다. 보통 "White Album"이라 불리기도 하는데, 이는 앨범 커버에 흰색 바탕과 함께 The Beatles라는 글자만 쓰여 있기 때문이다. 또한 실제로 흰색 LP로 된 앨범도 존재했었다. 이는 대중 예술가 리처드 해밀턴이 디자인한 것이다. 이 앨범은 비틀즈의 인기가 최절정에 달해있을 때 발매되었고, 대중 음악계에 큰 업적을 남긴 앨범으로 추앙받는다. 본래 제목은 《A Doll's House》였다.
이 앨범은 1997년, HMV의 "새 천년의 음악"이란 투표에서 역사상 10번째로 위대한 앨범으로 선정되었다. 1998년에 실시된 《Q》 매거진의 "100대 영국 음악 앨범" 독자 투표에서 17위, 2000년에는 7위에 올랐으며, 2003년 VH1에선 역사상 11번째로 위대한 앨범에, 《롤링 스톤》의 500대 앨범에는 10위에 등극하였다.
미국의 음반 산업 협회 RIAA에 따르면, 《The Beatles》는 1900만 장이 팔려, 역대 비틀즈 앨범 중 최고로 많이 팔렸으며, 미국에서 9번째로 많이 팔린 앨범이라고 한다. 하지만 RIAA의 집계는 더블 앨범을 2장으로 계산하기 때문에, 이를 1장으로 해서 다시 계산하면, 《The Beatles》는 비틀즈의 음반 중 4번째로 많이 팔린 앨범이 된다.

## 해체의 서곡
《The Beatles》의 녹음 동안 비틀즈를 해체로 몰고간 몇몇 이유들이 등장하기 시작한다. 이에는 존 레논과 오노 요코와의 관계 및 멤버들간의 긴장의 발생 등을 포함한다.

### 독창적 작곡 양식의 증가
이 앨범에서 4명의 멤버는 각자의 재능과 고유의 양식이 드러나는 곡들을 많이 작곡했다. 이는 후에 궁극적으로 각자의 솔로 활동으로 표출되었다.
존 레논은 〈Julia〉를 통해서 진솔한 음악을, 〈Eveybody's Got Something to Hide Excect Me and My Monkey〉에선 음악적 광기, 〈Sexy Sadie〉에선 신랄한 비판의식을, 〈Revolution 1〉과 오노 요코와 함께 만든 〈Revolution 9〉에선 그의 정치적 관점을 제시했다. 레논은 이런 식으로 가사에서 성격이 달라지는 음악을 지은 반면, 폴 매카트니는 악상적으로 다른 음악을 만들었다. 〈I Will〉에선 섬세한 팝 발라드를, 〈Helter Skelter〉에선 헤비 메탈을, 〈Martha My Dear〉에선 피아노 팝을, 〈Back in the U.S.S.R.〉에선 록을, 〈Honey Pie〉에선 뮤지컬 형식의 음악을 선보였다. 조지 해리슨은 〈Long, Long, Long〉에서 그의 인도 만투라를, 〈While My Guitar Gently Weeps〉에선 절절한 애상에 대한 종교적 고백을, 〈Savoy Truffle〉에선 빈정거림을, 〈Piggies〉에서는 사회적 논평을 제시했으며 심지어 링고 스타도 〈Don't Pass Me By〉를 통해 자신의 곡으로 참여했다.

### 녹음 작업
《The Beatles》의 녹음 작업은 1968년 5월 30일부터 1968년 10월 14일까지 애비 로드 스튜디오(주요 작업)와 트라이던트 스튜디오에서 진행되었다. 작업 과정은 효율적이긴 했지만, 멤버 간의 긴장감과 화를 더욱 고조시켰다. 그 원인 중 하나는 레논의 새 연인이자 예술적 동반자인 오노 요코가 꾸준히 작업실에 나타났던 것이었지만, 그보다 더 큰 원인은 서로간의 단절이었다. 다른 멤버들에 대한 레논의 불만과 마약 사용의 증가가 그 증거라 할 수 있다. 이로 인해 매카트니는 들어갈 수 있는 공백이 생겼다. 그는 레논이 다른 방에서 작업하는 종종 스튜디오 안에 혼자 들어가서 다른 엔지니어와 함께 작업하곤 했다. 이러한 긴장감은 이후 앨범들과 1969년 초 촬영했던 필름 프로젝트(Let It Be)에까지 연장되었다. 이러한 분위기에 역겨움을 느낀 조지 마틴은 크리스 토머스를 프로듀서로 대신 맡긴 채 휴가를 떠나기도 했다.
작업에서의 기술적인 변화로는, 4트랙 녹음에서 8트랙 녹음으로 넘어갔다는 점을 들 수 있다. 1966년에서 67년 사이에 등장한 여러 트랙을 한 트랙에 합성하는 기술은 녹음에서의 제한에서 자유롭게 했다.
당시 애비 로드 스튜디오는 아직 8트랙을 녹음할 수 있는 기계를 설치하진 않았기 때문에(당시 EMI의 애비 로드 스튜디오에는 그 기계를 사용할 만한 전원을 마련하지 못했었다), 비틀즈는 좀 더 최신 시설을 갖춘 트라이던트 스튜디오에서 일부 작업을 진행했다.

### 링고 스타의 일시 이탈
《The Beatles》의 레코딩 작업 중, 링고 스타는 스튜디오를 나갔다가 다른 세 멤버의 설득 끝에 2주 후에 돌아왔다. 이 기간 동안 작업한 〈Back in the U.S.S.R.〉과 〈Dear Prudence〉의 드럼은 폴 매카트니가 맡았다. 그가 돌아 왔을 때 조지 해리슨이 그에게 다시 돌아온 것에 대한 환영의 표시로 링고의 드럼 세트를 꽃으로 장식했다.

## 노래
《The Beatles》에 수록된 많은 노래는 재귀적이며 개인적이다. 예를 들어 〈Dear Prudence〉는 여배우 미아 패로의 언니 프루던스가 구금을 당한 후 바깥 출입에 공포를 느끼자, 그녀를 진정시키고 안정시키기 위한 것이었다. 이러한 이유는, 이 앨범에 수록된 곡들이 대부분 1968년 봄에 있었던 (불행한) 인도 여행 중에 영감을 받은 것이기 때문이다. 〈Glass Onion〉과 같은 노래에서는 여러 숨은 뜻이 있어서, 팬들은 이에 대한 탐구에 열을 올리기도 했다.
곡들의 장르는 전형적인 팝/록인 〈Birthday〉와 〈Back in the U.S.S.R.〉, 하드 기타에 기반한 록인 〈While My Guitar Gently Weeps〉, 영국식 블루스인 〈Yer Blues〉, 헤비 메탈의 시초가 된 〈Helter Skelter〉, 스카(레게의 초기 형식) 풍의 〈Ob-La-Di, Ob-La-Da〉, 실험적인 음성 몽타주로서 영향을 미친 〈Revolution 9〉, 어쿠스틱 발라드인 〈Blackbird〉와 〈Julia〉등 전반적으로 넓은 영역에 걸쳐 있다.
인도 여행 중 그들이 쓸 수 있덨던 서양 악기라곤 어쿠스틱 기타뿐이었다. 당시 지어진 노래는 〈Dear Prudence〉, 〈Julia〉, 〈Blackbird〉, 〈Mother Nature's Son〉등이 있는데, 이 노래들은 앨범 녹음 당시도 혼자 혹은 두세 명이서 녹음을 끝냈다.
오노 요코는 패티 해리슨, 린다 이스트먼과 함께 〈Birthday〉의 배킹 보컬로 처음으로 작업에 참여했으며, 〈The Continuing Story of Bungalow Bill〉에서도 배킹 보컬로 참여했다. 그리고 레논의 뮈지크 콩크레트 작품인 〈Revolution 9〉에도 강한 영향을 주었다.
에릭 클랩튼은 해리슨의 초청으로 〈While My Guitar Gently Weeps〉에 리드 기타로 참여를 했다. 해리슨은 후에 크림의 마지막 앨범 《Goodbye》의 곡 〈Badge〉에 참여해 답례를 했다.
역시 에릭 클랩튼은 존 레논의 초청으로 더티 맥에 가입해 〈Yer Blues〉에 리드 기타로 참여를 했다.
롤링 스톤스에 키스 리처드는 더티 맥에서 음악 생활중 전무후무하게 베이스를 연주하였다. 그 이유는 에릭 클랩튼이 기타리스트이기 때문이다.
《The Beatles》의 작업 기간 동안 몇 개의 곡들이 더 작곡되었으나(이에 대해선 아래의 "수록되지 않은 곡들"을 참고하라)수록되지는 않았다. 이러한 곡들은 후의 앨범이나 부틀랙, 비틀즈 앤솔리지 등에서 등장한다.
《The Beatles》의 프로듀싱과 오케스트라는 조지 마틴이 맡았으며 애플 레코드를 통해 발매된 첫 번째 앨범이기도 했다. 그리고 비틀즈의 유일한 더블 앨범이기도 하다. 마틴은 개인적으로 이러한 더블 앨범 반매에 대해 불만스러워 했고, 멤버들에게 수록곡을 줄이자고 충고를 했으나, 멤버들은 이를 거절했다.
곡의 배열에는 약간의 규칙과 균형을 감안해서 이루어졌다. 예를 들어, 〈Wild Honey Pie〉는 앨범 전체 곡을 순행으로 배열했을 때 5번째에 위치하며 〈Honey Pie〉는 역순행 배열시 5번째에 위치하게 된다. 또한, 3개 곡은 동물의 이름으로 제목이 지어졌는데(〈Blackbird〉, 〈Piggies〉, 〈Rocky Raccoon〉), 이 곡들은 디스크 1의 11~13번 트랙에 모여있다. 마지막으로 〈Savoy Truffle〉은 앞 곡인 〈Ob-La-Di, Ob-La-Da〉에 대한 언급을 담고 있다.

### 싱글
〈Hey Jude〉는 원래 앨범에 포함되기로 했으나, 대신 독립된 싱글로만 발매하기로 결정되었다. 〈Revolution 1〉의 다른 버전인 〈Revolution〉은 싱글 〈Hey Jude〉의 B 사이드로 수록되었다.
이 곡들을 제외한 《The Beatles》의 다른 곡들은 싱글로 발매되지 않았다.

## 모노 버전
《The Beatles》는 비틀즈의 독창적인 모노 믹스로 발매된 마지막 앨범이다(영국에선 이후 하나의 앨범이 추가로 모노로 발매되었다). 수록곡 30곡 중 〈Revolution 9〉를 제외한 29곡은 모두 공식 모노 믹스 버전이 있다.
《The Beatles》이후 모든 비틀즈의 앨범들은 (영국에서 발매된 《Yellow Submarine》을 제외하곤) 스테레오로 발매되었다. 몇몇 국가들에 한해 모노로 발매되긴 했지만, 이는 스테레오 믹스를 그냥 섞어서 모노로 만든 것일 뿐이다.
발매 당시 미국에선 모노 음반은 이미 사장된 상태였기 때문에, 《The Beatles》는 미국에서 스테레오로 발매된 첫 번째 비틀즈 LP가 되었다.

## 앨범 표지
《The Beatles》의 표지는 리처드 해밀턴이 디자인했다. 해밀턴의 디자인은 피터 블레이크가 디자인한 전(前) 앨범 《Sgt. Pepper's Lonely Hearts Club Band》의 화려한 컬러 표지와는 정 반대의 것이었다. 순백색 바탕에, 돋움(엠보싱)으로 처리된 밴드의 이름 "The BEATLES"가 새겨져 있는 이 표지에는 또한 고유의 일련 번호가 적혀 있었다. 이는 마치 한정판을 구입하는 것처럼 느끼게 하고자 한 해밀턴의 생각이었다. 후에 미국에서 발매된 비닐 레코드부터는 "The BEATLES"가 회식 글짜로 바뀌었다. CD 역시 초기판은 일련 번호가 적혀 있었으나, 후에 발매된 CD들은 이것이 없어졌고, 제목은 "The BEATLES"를 검은색 혹은 회색으로 표기하게 되었다.
앨범 내에는 포스터와 가사, 1968년 가을에 존 켈리가 촬영한 사진들이 들어가 있었다.
《The Beatles》는 1978년에 두 번 발매되었는데(한 번은 캐피톨 레코드, 한 번은 팔로폰), 백색 비닐 레코드로 만들어져 말 그대로 "백색 앨범"(white album)의 모습을 갖추었다. 1985년에는 일렉트롤라/EMI가 독일에서 DMM(다이렉트 메탈 마스터드) 백색 비닐 레코드를 출시했으며 이 중 많은 수는 미국으로도 수출되었다. 또 다른 백색 비닐 레코드는 프랑스 산이 있다. 이들 중에서는 1978년 팔로폰의 백색 비닐 레코드판과 독일 DMM 판이 최고의 음질을 가지고 있다 평가받는다. 이러한 음질의 원인, 1978년 앨범은 노이먼제 컷팅기로 만들어졌고 1985년은 DMM 가공을 통해 만들어졌기 때문이다.
《The Beatles》의 표지는 비틀즈의 앨범 중 유일하게 멤버가 한 명도 등장하지 않았다.

## 곡 목록
- 특별한 언급이 없는 한 모든 곡들은 레논-매카트니 작곡이다.

### 디스크 1
| #  | 제목                                       | 보컬            | 재생 시간 |
| -- | ------------------------------------------ | --------------- | --------- |
| 1. | Back in the U.S.S.R.                       | 매카트니        | 2:43      |
| 2. | Dear Prudence                              | 레논            | 3:56      |
| 3. | Glass Onion                                | 레논            | 2:17      |
| 4. | Ob-La-Di, Ob-La-Da                         | 매카트니        | 3:08      |
| 5. | Wild Honey Pie                             | 매카트니        | 0:52      |
| 6. | The Continuing Story of Bungalow Bill      | 레논, 오노 요코 | 3:13      |
| 7. | While My Guitar Gently Weeps (조지 해리슨) | 해리슨          | 4:45      |
| 8. | Happiness Is a Warm Gun                    | 레논            | 2:43      |

| #  | 제목                            | 보컬     | 재생 시간 |
| -- | ------------------------------- | -------- | --------- |
| 1. | Martha My Dear                  | 매카트니 | 2:28      |
| 2. | I'm So Tired                    | 레논     | 2:03      |
| 3. | Blackbird                       | 매카트니 | 2:18      |
| 4. | Piggies (해리슨)                | 해리슨   | 2:04      |
| 5. | Rocky Raccoon                   | 매카트니 | 3:32      |
| 6. | Don't Pass Me By (링고 스타)    | 스타     | 3:50      |
| 7. | Why Don't We Do It in the Road? | 매카트니 | 1:40      |
| 8. | I Will                          | 매카트니 | 1:45      |
| 9. | Julia                           | 레논     | 2:54      |

### 디스크 2
| #  | 제목                                                      | 보컬           | 재생 시간 |
| -- | --------------------------------------------------------- | -------------- | --------- |
| 1. | Birthday                                                  | 매카트니, 레논 | 2:42      |
| 2. | Yer Blues                                                 | 레논           | 4:00      |
| 3. | Mother Nature's Son                                       | 매카트니       | 2:47      |
| 4. | Everybody's Got Something to Hide Except Me and My Monkey | 레논           | 2:24      |
| 5. | Sexy Sadie                                                | 레논           | 3:15      |
| 6. | Helter Skelter                                            | 매카트니       | 4:29      |
| 7. | Long, Long, Long (해리슨)                                 | 해리슨         | 3:03      |

| #  | 제목                   | 보컬                                       | 재생 시간 |
| -- | ---------------------- | ------------------------------------------ | --------- |
| 1. | Revolution 1           | 레논                                       | 4:15      |
| 2. | Honey Pie              | 매카트니                                   | 2:40      |
| 3. | Savoy Truffle (해리슨) | 해리슨                                     | 2:54      |
| 4. | Cry Baby Cry           | 레논, 매카트니                             | 3:02      |
| 5. | Revolution 9           | 레논,해리슨, 조지 마틴, 오노 요코의 말소리 | 8:13      |
| 6. | Good Night             | 스타                                       | 3:11      |

## 수록되지 않은 곡들
다음 곡들은 마지막 믹싱 작업 전 수록곡에서 빠진 곡이다:
1. 〈What's The New Mary Jane〉
2. 〈Not Guilty〉

참고: 〈Hey Jude〉는 처음부터 싱글로만 발매하려고 계획했기 때문에 이 앨범에서 "빠졌다"고 볼 수 없다.( 145쪽).
다음 곡들은 해당 곡들의 초기 판(작업이 많이 진행되지 않았던 상태)이었거나 앨범에 수록하는 것에 대한 고려가 없었던 곡들이다:
1. 〈Junk〉 (당시엔 "Jubilee"(쥬벌리)라고 불렸다. 이 노래는 후에 폴 매카트니의 첫 번째 솔로 앨범인 《McCartney》에 수록되었다.)
2. 〈Circles〉 (후에 조지 해리슨의 솔로 앨범 《Gone Troppo》에 수록되었다.)
3. 〈Sour Milk Sea〉 (후에 재키 로맥스가 녹음했다.)
4. 〈Mean Mr. Mustard〉 (후에 《Abbey Road》에 수록되었다.)
5. 〈Polythene Pam〉 (후에 《Abbey Road》에 수록되었다.)
6. 〈Child of Nature〉 (존 레논의 히트곡 〈Jealous Guy〉의 초기판)

## 발매 기록
| 국가         | 발매일           | 음반사              | 형식             | 음반 번호       |
| ------------ | ---------------- | ------------------- | ---------------- | --------------- |
| 영국         | 1968년 11월 22일 | 애플 레코드         | 모노 더블 LP     | PMC 7067-8      |
| 영국         | 1968년 11월 22일 | 애플 레코드         | 스테레오 더블 LP | PCS 7067-8      |
| 미국         | 1968년 11월 25일 | 애플, 캐피톨 레코드 | 더블 LP          | SWBO 101        |
| 전 세계 발매 | 1987년 6월 20일  | 애플, EMI(팔로폰)   | 더블 CD          | CDP 7 46443-4 2 |
| 일본         | 1998년 3월 11일  | 도시바-EMI          | 더블 CD          | TOCP 51119-20   |
| 일본         | 2004년 1월 21일  | 도시바-EMI          | 리마스터드 LP    | TOJP 60139-40   |

## 인증
| 국가                                                                                         | 인증         | 판매량/출하량 |
| -------------------------------------------------------------------------------------------- | ------------ | ------------- |
| 아르헨티나 (CAPIF) Listed as "Album Blanco"                                                  | 플래티넘     | 60,000^       |
| 아르헨티나 (CAPIF) Listed as "The White Album"                                               | 골드         | 30,000^       |
| 오스트레일리아 (ARIA)                                                                        | 2× 플래티넘  | 140,000^      |
| 캐나다 (뮤직 캐나다)                                                                         | 8× 플래티넘  | 800,000^      |
| 캐나다 (뮤직 캐나다) 2009 release                                                            | 골드         | 40,000^       |
| 프랑스 (SNEP)                                                                                | 골드         | 257,600       |
| 이탈리아 (FIMI)                                                                              | 골드         | 30,000*       |
| 뉴질랜드 (RMNZ)                                                                              | 2× 플래티넘  | 30,000^       |
| 영국 (BPI)                                                                                   | 2× 플래티넘  | 600,000^      |
| 미국 (RIAA)                                                                                  | 24× 플래티넘 | 12,000,000    |
| *판매량을 기반으로 한 인증 · ^출하량을 기반으로 한 인증 · 판매량+스트리밍을 기반으로 한 인증 |              |               |